# Günter Kutscher
Günter Kutscher war ein deutscher Eishockeyspieler. Er spielte mit der deutschen Nationalmannschaft bei den Europameisterschaften 1910 und 1911 und wurde posthum in die Hockey Hall of Fame Deutschland aufgenommen.

## Karriere
Kutscher spielte anfangs beim ASC Berlin Bandy (Eishockey mit dem Ball). Von 1908 bis 1910 spielte er Eishockey beim Berliner Schlittschuhclub und war dort Kapitän. Nachdem ein anonymer Brief die Mitglieder des BSchC aufgefordert hatte, keine Gelder mehr für die Entwicklung der Eishockeyabteilung bereitzustellen, trat er als Kapitän zurück.
Der BSchC stellt größtenteils die Nationalmannschaft und Kutscher nahm mit ihr an den Europameisterschaften 1910 und 1911 teil. In der Saison 1910/11 spielte Kutscher beim ASC Dresden. Ab 1911 war er beim BFC Preussen in Berlin aktiv.
Kutscher fiel im Ersten Weltkrieg.